# Rahmenordnung über Deutsche Sprachprüfungen für das Studium an deutschen Hochschulen
Die Rahmenordnung über Deutsche Sprachprüfungen für das Studium an deutschen Hochschulen (RO-DT) ist ein Rechtsakt (eine Rahmenordnung) der Hochschulrektorenkonferenz und der Kultusministerkonferenz über sprachliche Studierfähigkeit der Studienbewerber zum Studium an einer deutschen Hochschule.
Die Rahmenordnung regelt die sprachlichen Zulassungsprüfungen Deutsche Sprachprüfung für den Hochschulzugang (DSH) und Test Deutsch als Fremdsprache (TestDaF), die dazu dienen, die für ein Hochschulstudium in Deutschland erforderlichen deutschen Sprachkenntnisse nicht muttersprachlicher Studienbewerber nachzuweisen. Die Rahmenordnung wurde mit dem Beschluss des 202. Plenums der Hochschulrektorenkonferenz vom 8. Juni 2004 und mit Beschluss der Kultusministerkonferenz vom 25. Juni 2004 angenommen.